# إيفلين غارسيا
إيفلين غارسيا (بالإسبانية: Evelyn Yesenia Garcia Marroquin)‏ مواليد 29 ديسمبر 1982 في السلفادور، هو دراج. شارك في دورة الألعاب الأولمبية الصيفية.

## روابط خارجية
- إيفلين غارسيا على موقع الاتحاد الدولي للدراجات (الإنجليزية)
- إيفلين غارسيا على موقع أرشيف الدراجات (الإنجليزية)
- إيفلين غارسيا على موقع إحصائيات الدراجات الإحترافية (الإنجليزية)
- إيفلين غارسيا على موقع نسبة الدراجات (الإنجليزية)
- إيفلين غارسيا على موقع أوليمبيديا (الإنجليزية)